# Perleavka (Korceak), Jîtomîr
Perleavka (în ucraineană Перлявка) este un sat în comuna Korceak din raionul Jîtomîr, regiunea Jîtomîr, Ucraina.

## Demografie
Componența lingvistică a localității Perleavka
     Ucraineană (98,66%)
     Rusă (1,34%)
Conform recensământului din 2001, majoritatea populației localității Perleavka era vorbitoare de ucraineană (98,66%), existând în minoritate și vorbitori de rusă (1,34%).